# Wörth (Staffelsee)

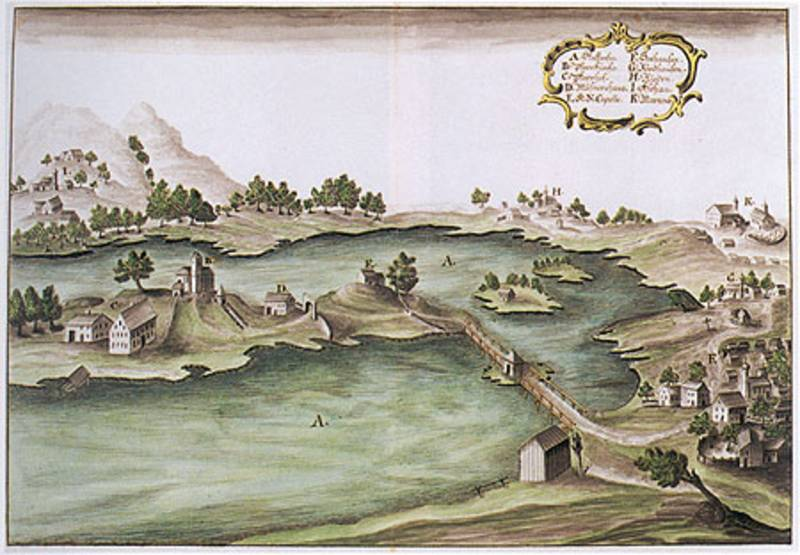
Das Bild von etwa 1770 zeigt den Steg über die sehr kleine Jakobsinsel

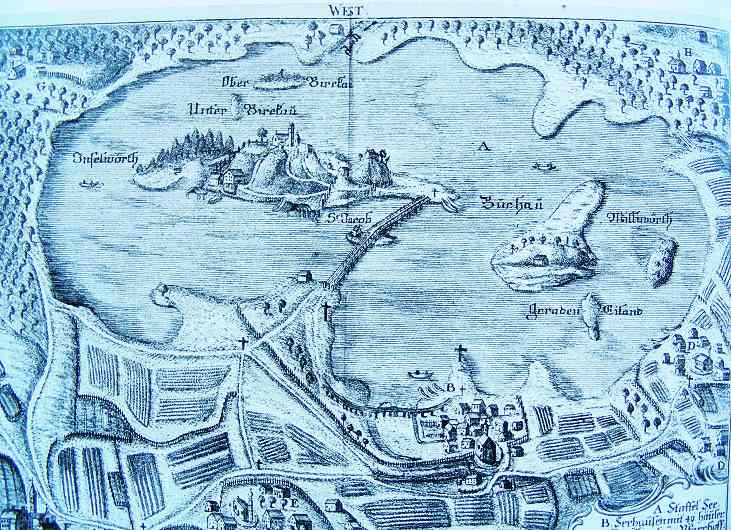
Auch diese historische Karte zeigt den Steg

Die Insel Wörth ist die größte und einzige dauerhaft bewohnte Insel im Staffelsee, mit einer Fläche von 39,5 ha (genau 395.120 m²) und einer Bevölkerung von etwa fünf Personen.

## Geographie

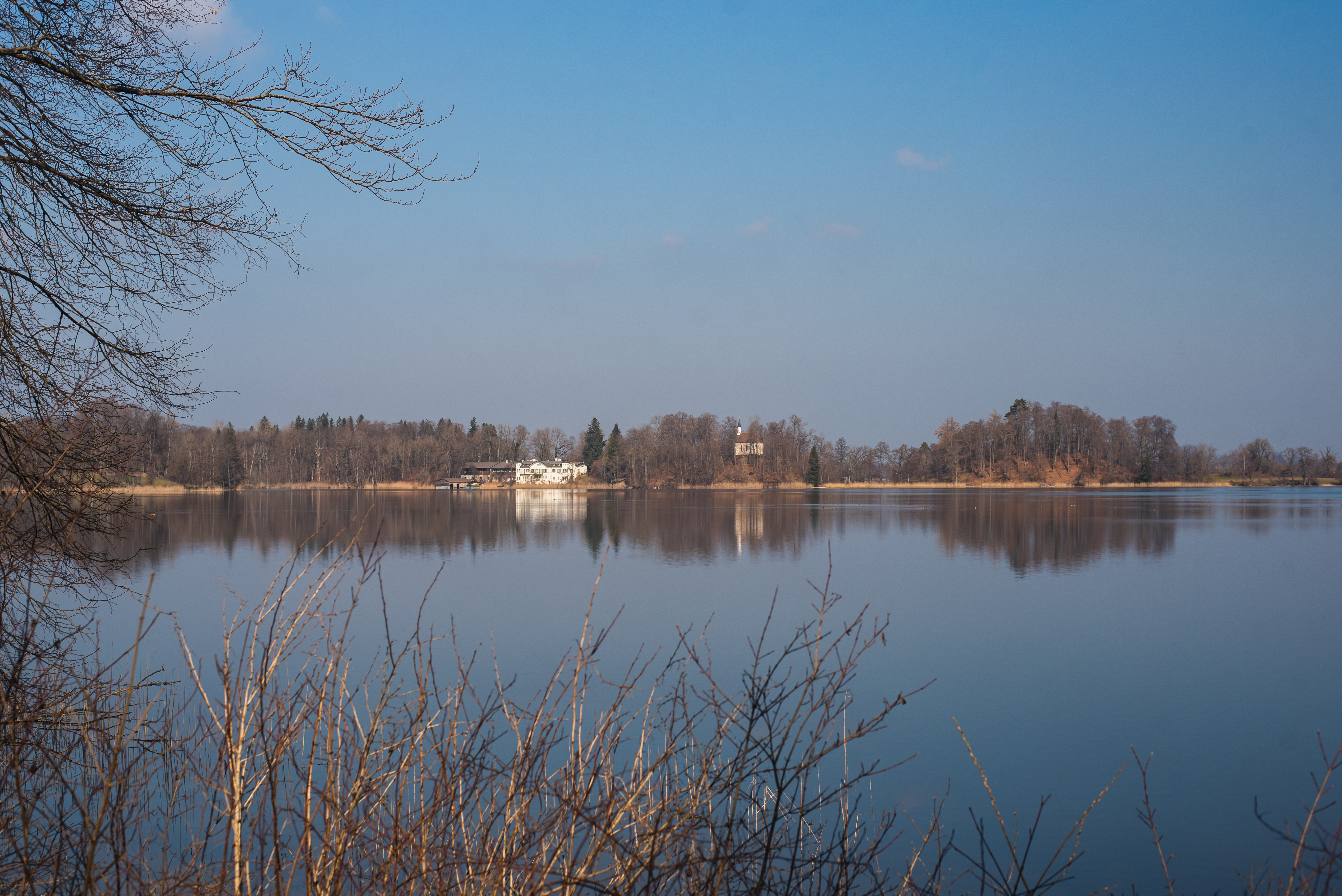
Blick von Süden auf die Insel Wörth
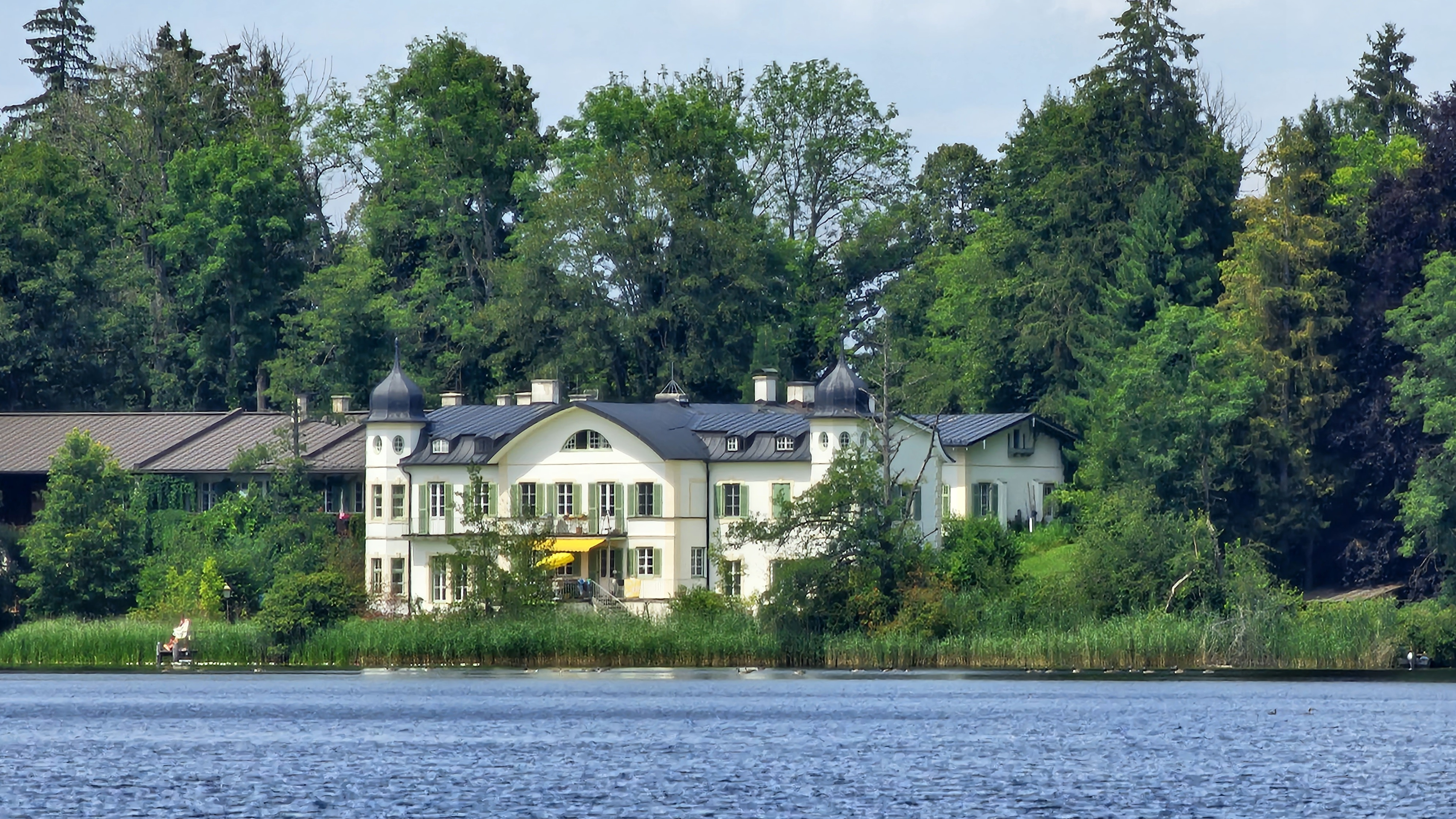
Herrenhaus
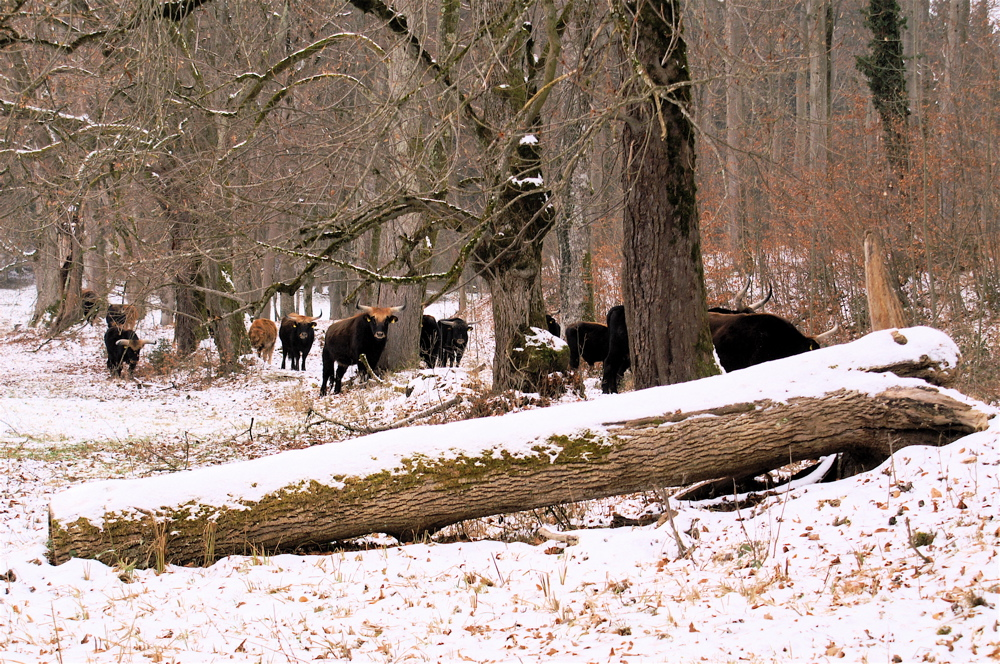
Heckrinder auf der Insel Wörth
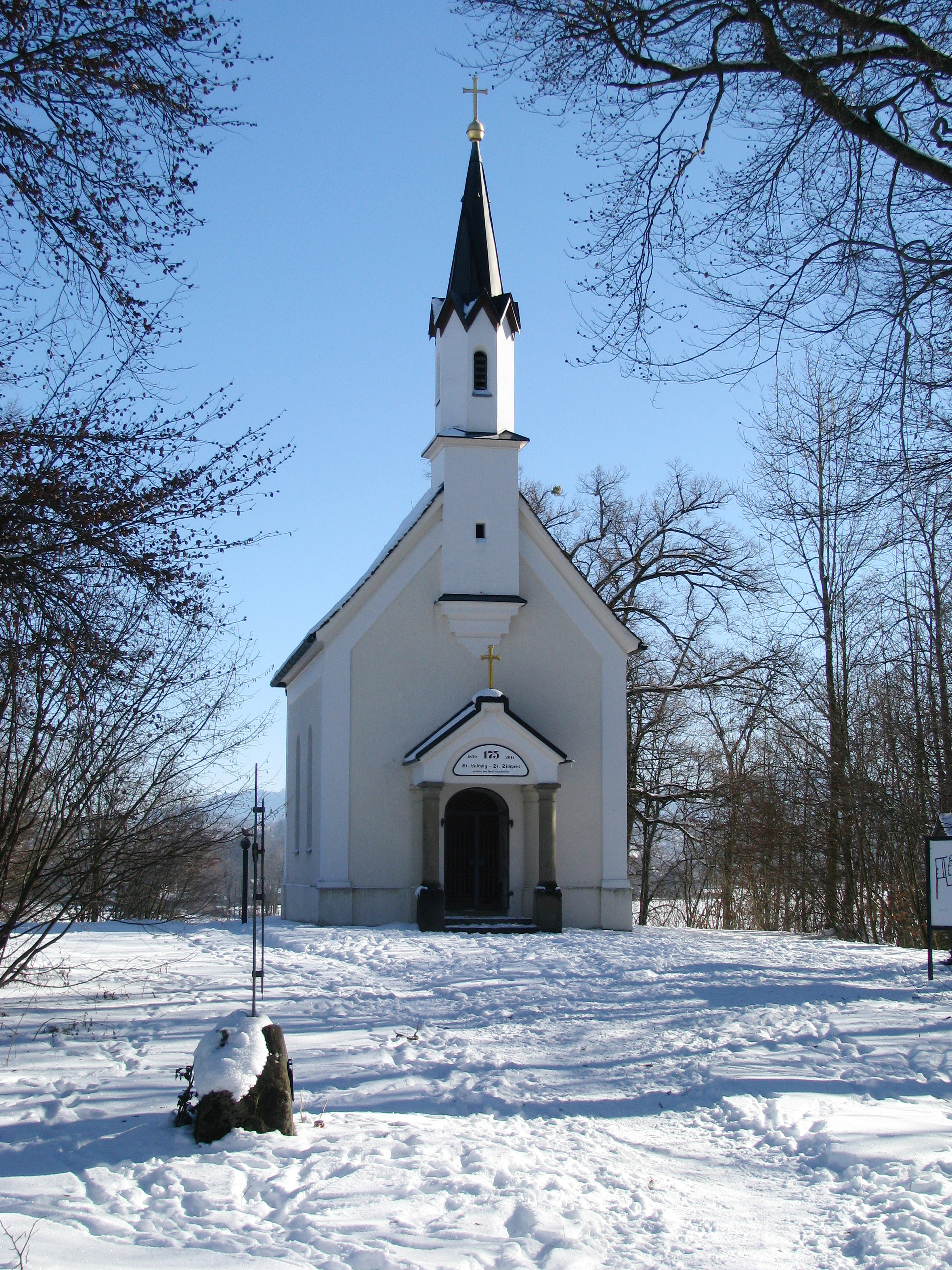
Simpertkapelle

Wörth ist gleichzeitig auch der Name des entsprechenden kleinsten Ortsteils der Gemeinde Seehausen am Staffelsee, Landkreis Garmisch-Partenkirchen (Oberbayern), zu der die Insel gehört. Die Insel wird landwirtschaftlich genutzt. Die Weidewirtschaft (Rinder) wurde 2005 vom Inselbauern aus Altersgründen aufgegeben und wird vom Nachfolgepächter nicht fortgeführt. Im Dezember 2005 wurde deshalb eine Herde von neun Heckrindern zur Landschaftspflege (als „natürliche Rasenmäher“) mit einer Fähre auf die Insel gebracht, um die 36 Hektar Forst- und Weideflächen (16 ha Weide, 14 ha Forst, 6 ha Wald und Mähwiese) vor dem Verbuschen zu bewahren. Die Tiere leben ganzjährig frei auf der Insel. Ein Elektrozaun soll verhindern, dass sie sich im Winter auf den zugefrorenen See begeben. Die Herde soll auf maximal 20 Tiere anwachsen.
Die höchste Erhebung misst 682 m ü. NN (33 m über dem Seespiegel). Auf der Insel befindet sich ein landwirtschaftliches Gebäude (Ökonomiegebäude, bewohnt von einer Familie), ein Herrenhaus oder Gutshof (Schloss, von der Bayerischen Schlösser- und Seenverwaltung privat verpachtet, bewohnt von einem Hausmeisterehepaar) sowie die 1838 von Joseph von Utzschneider als Ersatz für die abgebrochene Klosterkirche gestiftete Simpertkapelle mit sechs historisierenden Fresken, die im Herbst 1999 nach aufwendigen Renovierungsarbeiten wiedereröffnet wurde und wo seitdem regelmäßige Gottesdienste stattfinden. Alle drei Gebäude sind denkmalgeschützt. Sehr beliebt ist die nach dem Augsburger Bischof Simpert benannte Kapelle auch für Hochzeiten und für Taufen von Bewohnern von Seehausen.
Die Insel Wörth wird für Gruppen ab 20 Personen ab der Anlegestelle Seehausen (Nordufer der Halbinsel Burg) von der MS Seehausen angefahren. Überfahrten erfolgen nur nach vorheriger Absprache bzw. Reservierung. Die Überfahrt führt südlich an der Jakobsinsel vorbei. Die Entfernung beträgt nur rund 600 Meter.
Für Verwaltung und Pflege ist die Schloss- und Gartenverwaltung Linderhof zuständig.

## Geschichte
Bereits zur späten Eisenzeit im 2. Jahrhundert vor Christus wurde nachweislich die schützende Lage der Insel Wörth gesucht. Deutliche Spuren hinterließen aber erst die Römer im 4. und 5. Jahrhundert nach Christus. Reste einer Schutzmauer zur Abwehr der Germanen zeugen von einer ländlichen Siedlung auf der Insel. Vermutlich entstanden zur gleichen Zeit die ersten Bauwerke am Festland.
Im 7. Jahrhundert errichtete ein bajuwarischer Adeliger einen Hof auf der Insel mit einer kleinen Kapelle. Diese wurde mit dem Bau des Karolingischen Klosters im 8. Jahrhundert zerstört. Von der reichen Ausstattung des Klosters zeugt erhaltenes Inventar (Staffelsee-Inventar). Die Bauern am Festland unterstanden fortan diesem Kloster Staffelsee.
Im 11. Jahrhundert wurde das Kloster aufgelöst und aus der Klosterkirche wurde die Pfarrkirche für zehn Orte in der näheren Umgebung. Um das Gotteshaus auf der Insel ohne Boot erreichen zu können, baute man vom Festland einen Holzsteg von Seehausen über St. Jakob (Jakobsinsel, die kleinste der sieben Staffelsee-Inseln) bis zur Insel Wörth, wie ein Bild aus dem Jahr 1770 deutlich zeigt. Die Stegpfosten sind noch unter Wasser sichtbar. An ihnen haben sich Süßwasserschwämme angesiedelt (s. unten).
Durch eine Schenkung Kaiser Ludwig des Bayern kam der Staffelsee 1330 zum Kloster Ettal. Die Seehauser Fischer und die meisten Bauern in Seehausen unterstanden nun bis zur Säkularisation 1803 dem Gericht Murnau des Klosters.
1773 wurde die Inselpfarrkirche mit ihrer bemerkenswerten barocken Ausstattung in den Ort Seehausen überführt, nachdem der Weg über den Steg als beschwerlich angesehen wurde und da itzt der Steg vom Sturme brach.
1866 kaufte Ludwig Brey, Eigentümer der Löwenbrauerei in München, die Insel und ließ sich von 1873 bis zu seinem Tod 1897 dort nieder. König Ludwig II. wollte Brey die Insel abkaufen, um hier seinen Versailles-Nachbau errichten zu lassen. Brey mochte auch nach langen Verhandlungen seine Insel nicht an Ludwig II. verkaufen. Ludwig II. kaufte stattdessen 1873 die Herreninsel im Chiemsee.
1935 wurde die Tradition begründet, die Fronleichnamsprozession von Seehausen (Pfarrkirche St. Michael) aus mit blumengeschmückten Booten und Kähnen zur Insel Wörth (Simpertkapelle) durchzuführen.
Ende September 2005 wurde um die Kapelle ein archäologischer Park eröffnet mit Infotafeln über die zweitausendjährige Geschichte der Insel, die die Mauern und Umgriffe der ehemaligen Frühkirchen, der Kloster- und der Pfarrkirche aufzeigen. Archäologische Grabungen wiesen nach, dass sie schon vor langer Zeit von Menschen besiedelt war. Es gibt schon Spuren aus römischer Zeit. Im 8. Jahrhundert kam es zur Gründung des Klosters Staffelsee, das im 11. Jahrhundert aufgelöst wurde.

## Ökologie
Im Sommer 2003 wurde an den alten Stegpfosten der Süßwasserschwamm Spongilla lacustris entdeckt, der in Europa nur selten vorkommt. In Fachbüchern wird die Art nie größer als 30 cm aufgeführt, im Staffelsee hingegen erreicht sie mehr als Mannesgröße.